# Astronom Kopernik ali Pogovori z Bogom
Astronom Kopernik ali Pogovori z Bogom (poljsko Astronom Kopernik, czyli rozmowa z Bogiem) je oljna slika poljskega umetnika Jana Matejka, končana leta 1873, ki prikazuje Nikolaja Kopernika, ki z balkona opazuje nebo ob stolpu v bližini stolnice v Fromborku (vidna v ozadju). Trenutno je slika v zbirki Jagelonske univerze v Krakovu, ki jo je kupila od zasebnega lastnika z denarjem, ki ga je prispevala poljska javnost.
Slika trenutno krasi avlo Collegium Novum univerze. Kot pri mnogih drugih del je Matejko tudi  to svoje umetniško delo naslikal leta 1872-73 kot del serije slik, ki naj bi predstavljale pomembne trenutke v zgodovini Poljske.

## Zgodovina
Matejko je svoje delo na tej sliki začel leta 1871 v pripravah na praznovanje obletnice Kopernikove 400-letnice. Kot pri večini njegovih del je bil del njegovih prizadevanj predstaviti pomembne trenutke v zgodovini Poljske. Preučil je materiale, ki so na voljo na Jagelonski univerzi in pred končno sliko pripravil več skic v svinčniku in dve olji. Zaključno sliko je začel delati poleti 1872 v tesnih razmerah svojega starega stanovanja v Krakovu, ki ga je upodobil v ironičnem avtoportretu (Astronoma Kopernika bo končal ... v novem studiu v začetku 1873).
Organizatorji praznovanj v Krakovu Matejkovega prizadevanja niso podpirali in njegove slike med uradnimi praznovanji niso nameravali razstaviti. Nemški svet v Torunju se je Matejku obrnil s ponudbo, da jo kupi, vendar jih je zavrnil, verjetno motiviran s poljskim domoljubjem, raje pa je organiziral svojo razstavo v Krakovu. Februarja je lahko organiziral razstavo v krakovski stavbi mestnega sveta, Wielopolska palača (Pałac Wielopolskich); dobiček od razstave je bil namenjen v dobrodelne namene. Sprejem slike je bil mešan; pozneje istega leta je bila razstavljena na Dunaju. Marca se je krakovska skupnost odločila, da bo sliko kupila za 12.000 poljskih zlotov in jo podarila Jagelonski univerzi, kjer je bila od takrat javno razstavljena v stavbi Collegium Novum.
To je prva slika poljskega umetnika, ki je bila razstavljena v Narodni galeriji v Londonu.

## Analiza
Slika prikazuje klečečega navdihnjenega Nikolaja Kopernika, ki opazuje nebo, ki prehaja iz noči v zoro. Je na balkonu, blizu ali pri stolnici v Fromborku, obkrožen z različnimi astronomskimi orodji in pripomočki. Prizor verjetno prikazuje trenutek epifanije globokega Kopernikovega odkritja, poleg njega pa stoji njegov lasten heliocentrični model, narisan na veliki ravni plošči (na podlagi ilustracije iz De revolutionibus).
Natančna lokacija, ki jo upodablja Matejko, je izmišljena; sodobni učenjaki še vedno iščejo natančno lokacijo observatorija Kopernikus in se strinjajo, da je bila Matejkova upodobitev bolj »romantična vizija«. Medtem ko Matejko prikazuje Kopernika v stolpu, je bila v resnici njegova majhna opazovalnica verjetno postavljena na tleh, verjetno na vrtovih blizu njegove hiše.
Glavne značilnosti kompozicije vključujejo simetrično goriščno točko z atmosfersko perspektivo okoli predmeta, radialno ravnovesje svetlobe, razporejeno okoli osrednjega elementa in dramatične kontraste s temnimi barvami na obrobju. Kopernikovo epifanijo ali ekstazo zajame spretna uporaba osvetlitve. Znano je, da sta bila vzornika Kopernika zdravnik Henryk Levittoux in Matejkov nečak Antoni Serafiński.
Matejkove najbolj znane slike so običajno velike skupinske scene; posamezni prizori, kot je ta, so zanj bolj izjema.